# François de Montmorency
François de Montmorency (Castello d'Écouen, 1530 – Castello d'Écouen, 6 maggio 1579) è stato un nobile e militare francese, membro del casato di Montmorency.
Fu conte di Dammartin, barone di Châteaubriant e signore di L'Isle-Adam. Divenne gran maestro di Francia, maresciallo di Francia e fu pari di Francia.

## Biografia

### Infanzia
Francesco era figlio primogenito del maresciallo di Francia e connestabile Anne de Montmorency (1492 – 1531) e di Maddalena di Savoia (1510 – 1586).

### Carriera militare
Fece la sua prima esperienza militare all'assedio di Lenz (Cantone dei Grigioni), nel 1551. Accompagnò il re alla frontiera con la Germania, assistette alla conquista di Damvillers e di Carignan  (Ardenne), partecipò all'assedio di Metz nel 1552.
Partecipò anche alla resistenza opposta dalla città di Thérouanne agli assalti delle truppe di Carlo V e vi fu fatto prigioniero il 30 maggio 1553.
Al ritorno dalla cattività fu fatto cavaliere dell'ordine di San Michele e governatore di Parigi e dell'Île-de-France (1556). Fu poi inviato in Italia in soccorso di papa Paolo IV e riconquistò il porto di Ostia togliendolo agli spagnoli. Prese parte alla battaglia di San Quintino (10 agosto 1557), difese la Piccardia contro gli spagnoli ed assistette all'assedio di Calais nel 1558.

### Ambasciatore in Inghilterra
Il re di Francia Enrico II lo inviò come ambasciatore in Inghilterra presso la regina Elisabetta per ottenere l'impegno ad osservare la pace di Cateau-Cambrésis. Alla morte di Enrico II dovette cedere l'incarico di gran maestro di Francia, ereditato dal padre, ad Enrico di Guisa, ma il re gli conferì il titolo di maresciallo di Francia (1559)

### Matrimonio
Suo malgrado dovette sposare Diana di Francia, figlia illegittima di Enrico II: egli aveva precedentemente organizzato un matrimonio segreto ma dopo aver subito i fulmini della collera paterna, si sottomise e sposò la principessa.
Partecipò nel 1560 agli Stati generali tenutisi nella città di Orléans. Sopraggiunte le guerre di religione, egli vi prese parte come cattolico e partecipò alla battaglia di Dreux (19 dicembre 1562), alla conquista di Le Havre e il 10 novembre 1567 alla battaglia di Saint-Denis, nella quale morì suo padre.

### Duca di Montmorency
Divenuto Duca di Montmorency, cercò di fare del suo casato il rivale di quello dei Guisa e tale rivalità andò via via crescendo, avendo già avuto Francesco a che dire con il cardinale Carlo di Guisa nel 1565.
Nel 1572 ebbe il gravoso compito di far rispettare a Parigi la pace di Saint-Germain. Nello stesso anno si recò in Inghilterra per il trattato di alleanza con la Francia ed in quella occasione ricevette dalla regina Elisabetta l'ordine della Giarrettiera.
Al suo ritorno in Francia divenne sempre più impopolare per la sua incapacità a controllare i parigini ribelli, finché decise di lasciare il suo incarico di governatore della città. Egli lasciò Parigi qualche giorno prima della notte di san Bartolomeo, lasciando così campo libero ai Guisa ed ai massacratori.
Nel 1574 il re di Francia Carlo IX lo fece ritornare a corte ma l'astio contro di lui da parte di Enrico I di Guisa era così forte che egli fu costretto nuovamente ad allontanarsene. Non avendo più nulla da perdere partecipò alla congiura dei Malcontenti, il «terzo partito» di Francesco di Francia, duca d'Alençon, ma fu arrestato e segregato nella Bastiglia con il maresciallo Cossé-Brissac.

### Ultimi anni e morte
Liberato nel 1575, il re riconobbe la sua innocenza con lettere patenti registrate in Parlamento.
Morto nel Castello di Écouen, non ebbe eredi ed il ducato passò al fratello Enrico I di Montmorency. Fu inumato nella chiesa collegiale di Saint-Martin de Montmorency.

## Ascendenza
|                                                                   |                            |                                          | Genitori                                    |  |  | Nonni |  |  | Bisnonni                        |  |  | Trisnonni                         |  |
|                                                                   |                            |                                          |                                             |  |  |       |  |  | Jean II, signore di Montmorency |  |  | Jacques I, signore di Montmorency |  |
|                                                                   |                            |                                          |                                             |  |  |       |  |  | Jean II, signore di Montmorency |  |  | Jacques I, signore di Montmorency |  |
|                                                                   |                            | Philippe de Melun, signora di Croisilles |                                             |  |  |       |  |  | Jean II, signore di Montmorency |  |  |                                   |  |
| Guillaume de Montmorency, signore d'Escouen de Thore de Chantilly |                            |                                          |                                             |  |  |       |  |  | Jean II, signore di Montmorency |  |  |                                   |  |
|                                                                   |                            | Marguerite d'Orgemont                    | Pierre II d'Orgemont, conte di Chantilly    |  |  |       |  |  |                                 |  |  |                                   |  |
|                                                                   |                            | Marguerite d'Orgemont                    | Pierre II d'Orgemont, conte di Chantilly    |  |  |       |  |  |                                 |  |  |                                   |  |
|                                                                   |                            | Marguerite d'Orgemont                    | Jacqueline Paynel                           |  |  |       |  |  |                                 |  |  |                                   |  |
| Anne, duca di Montmorency                                         |                            | Marguerite d'Orgemont                    |                                             |  |  |       |  |  |                                 |  |  |                                   |  |
|                                                                   |                            | Guy Pot, conte di Saint-Pol              | Jacques Pot, signore de Roche de Nolay      |  |  |       |  |  |                                 |  |  |                                   |  |
|                                                                   |                            | Guy Pot, conte di Saint-Pol              | Jacques Pot, signore de Roche de Nolay      |  |  |       |  |  |                                 |  |  |                                   |  |
|                                                                   |                            | Guy Pot, conte di Saint-Pol              | Marguerite de Courtiambles                  |  |  |       |  |  |                                 |  |  |                                   |  |
| Anne Pot, contessa di Saint-Pol                                   |                            | Guy Pot, conte di Saint-Pol              |                                             |  |  |       |  |  |                                 |  |  |                                   |  |
|                                                                   |                            | Marie de Villiers de L'Isle Adam         | Jacques de Villiers, signore de L'Isle Adam |  |  |       |  |  |                                 |  |  |                                   |  |
|                                                                   |                            | Marie de Villiers de L'Isle Adam         | Jacques de Villiers, signore de L'Isle Adam |  |  |       |  |  |                                 |  |  |                                   |  |
|                                                                   |                            | Marie de Villiers de L'Isle Adam         | Jeanne de Nesle                             |  |  |       |  |  |                                 |  |  |                                   |  |
| François, duca di Montmorency                                     |                            | Marie de Villiers de L'Isle Adam         |                                             |  |  |       |  |  |                                 |  |  |                                   |  |
|                                                                   | Filippo II, duca di Savoia | Ludovico, duca di Savoia                 |                                             |  |  |       |  |  |                                 |  |  |                                   |  |
|                                                                   | Filippo II, duca di Savoia | Ludovico, duca di Savoia                 |                                             |  |  |       |  |  |                                 |  |  |                                   |  |
|                                                                   | Filippo II, duca di Savoia | Anna di Cipro                            |                                             |  |  |       |  |  |                                 |  |  |                                   |  |
| Renato di Savoia, conte di Villars                                | Filippo II, duca di Savoia |                                          |                                             |  |  |       |  |  |                                 |  |  |                                   |  |
|                                                                   |                            | Libera Portoneri                         | …                                           |  |  |       |  |  |                                 |  |  |                                   |  |
|                                                                   |                            | Libera Portoneri                         | …                                           |  |  |       |  |  |                                 |  |  |                                   |  |
|                                                                   |                            | Libera Portoneri                         | …                                           |  |  |       |  |  |                                 |  |  |                                   |  |
| Maddalena di Savoia-Villars                                       |                            | Libera Portoneri                         |                                             |  |  |       |  |  |                                 |  |  |                                   |  |
|                                                                   |                            | Gian Antonio II Lascaris, conte di Tenda | Onorato Lascaris, conte di Tenda            |  |  |       |  |  |                                 |  |  |                                   |  |
|                                                                   |                            | Gian Antonio II Lascaris, conte di Tenda | Onorato Lascaris, conte di Tenda            |  |  |       |  |  |                                 |  |  |                                   |  |
|                                                                   |                            | Gian Antonio II Lascaris, conte di Tenda | Margherita del Caretto                      |  |  |       |  |  |                                 |  |  |                                   |  |
| Anna Lascaris, contessa di Tenda                                  |                            | Gian Antonio II Lascaris, conte di Tenda |                                             |  |  |       |  |  |                                 |  |  |                                   |  |
|                                                                   |                            | Isabelle d'Anglure                       | Saladin d'Anglure, signore d'Estoges        |  |  |       |  |  |                                 |  |  |                                   |  |
|                                                                   |                            | Isabelle d'Anglure                       | Saladin d'Anglure, signore d'Estoges        |  |  |       |  |  |                                 |  |  |                                   |  |
|                                                                   |                            | Isabelle d'Anglure                       | Jeanne de Neufchâtel, viscontessa de Blagny |  |  |       |  |  |                                 |  |  |                                   |  |
|                                                                   |                            | Isabelle d'Anglure                       |                                             |  |  |       |  |  |                                 |  |  |                                   |  |

## Stemma
| Image | Stemma |
| ----- | --- |
| \| \| | François de Montmorency duca di Montmorency, maresciallo di Francia, cavaliere dell'Ordine dello Spirito Santo |
|       | |